# Професор
Професор (на латински: professor „някой, който е приет за експерт в някое изкуство или наука, учител, преподавател от най-висок ранг“) е университетски преподавател и научен изследовател. Това е най-високата университетска и академична-институционална титла и степен. Аналог на професора в научните академии е „академикът“. В някои страни „асоцииран професор“ е еквивалентно на българската академична степен „доцент“.

## В България
Съгласно актуалния Закон за развитието на академичния състав в Република България (ЗРАСРБ), „професор“ е академична длъжност на преподавател в университет, ВУЗ или научна институция (БАН). За присъждането на тази академична длъжност е задължително кандидатстващото лице да е било вече хабилитирано като доцент и да отговаря на определени наукометрични критерии. Не е задължително предварително придобиване на степента „доктор на науките“, макар това да носи предимства при участието в конкурс за придобиване на академичната длъжност. Необходимо е публикуването на хабилитационен труд и/или съответни приноси в кандидатстваната научна област. Законът предполага кандидатът да е автор на научни трудове, публикувани след хабилитацията. Желателно е авторство или съавторство на учебник или учебно помагало за студенти по съответната научна специалност. В процедурата за заемането на длъжността е законово недопустимо опирането на процедурата върху трудове, които са публикувани извън строго научни издания, или само върху учебник или учебни помагала, които не се квалифицират като научен труд с иновативна същност. Водещ критерий в процедурата е научният принос на кандидата.